# Griffmadár hadművelet
A Griffmadár hadművelet (németül: Unternehmen Greif) a németek egy kommandós akciójának fedőneve volt az 1944. decemberi ardenneki offenzíva alatt a második világháborúban. Ennek során német Wehrmacht-katonáknak az osztrák Otto Skorzeny SS-Obersturmbannführer parancsnoksága alatt amerikai egyenruhába öltözve, és az ellenségtől zsákmányolt harcfelszerelést felhasználva kellett a frontvonalak mögött zűrzavart okozniuk az amerikaiak soraiban, mindezzel hozzájárulva az ardenneki offenzíva sikeréhez. Az akció 1944. őszi tervezésének kezdetén az egységeket még Wulf főhadnagy parancsnoksága alatt állították fel, és csak 1944. december 14-én adták át Skorzenynek.

## Előzmények és előkészületek

### Támadási célpontok
Az akciónak 1944. december 16. reggelén kellett megkezdődnie, az Ardenneki offenzívával egy időben.
Az erőviszonyok német szempontból kedvezőtlenek voltak: minden egyes német katonára tizenegy szövetséges, és a Wehrmacht minden egyes páncélosára nyolc brit vagy amerikai jutott. Ennek ellenére bíztak benne, hogy az ellenséget egy meglepetésszerű támadással vissza tudják szorítani nyugatra. Az offenzíva távlati célja Antwerpen visszafoglalása volt. Ez ilyen erődemonstrációval Hitler abban bízott, hogy kedvező pozíciót tud kiharcolni magának a nyugati szövetségesekkel folytatott különbéke tárgyalásokon.
A Griffmadár hadművelet harcegységeinek hidakat és szövetséges utánpótlás-lerakatokat kellett elfoglalniuk az Ardennekben, majd a német csapatok megérkezéséig tartaniuk, továbbá hamis parancsokat adniuk az amerikai kötelékeknek, hadosztályparancsnokságokat kikapcsolniuk és minden lehetséges módon zűrzavart okozniuk az ellenség soraiban.
A német páncélos kötelékeknek az ellenséges üzemanyag-tárolóknál kellett a járműveiket feltankolni, és folytatni az előretörést.
Az egész hadműveletet egy kártyavárhoz lehetett hasonlítani: amennyiben nem sikerül egyetlen meghatározott részcélt sem elérni, minden további majdnem lehetetlenné válik. De még akkor is, ha a kötelékek a támadás korai szakaszának minden célpontját elérték volna, nem lett volna lehetőségük az irreálisan meghatározott végcélhoz eljutniuk. A hadművelet céljai gyanújelét adták annak, hogy Hitler elvesztette a kapcsolatát a valósággal és Németország katonai helyzetének megítélésével. A szövetségesek nyomasztó fölénye nélkül is bonyolult vállalkozás lett volna elérni a francia partokat, mert a német üzemanyag-tartalékok arra nem voltak elegendők, hogy harc nélkül eljussanak vele Antwerpenig. A szövetségesek ellenállásával együtt pedig teljes lehetetlenség.

### A csapatok és felszereltségük
Körülbelül 3000 német katonának kellett volna Skorzeny parancsnoksága alá állnia, de 1944 novemberéig csak 2676-an jelentkeztek. Mivel az egység katonái ellenséges egyenruhában működtek, így előre látható volt, hogy a szövetségesek fogságába esésük esetén, mint kémeket agyonlövi őket, ezért csak önkénteseket toboroztak. Közülük épp csak harminc tudott folyékonyan beszélni angolul. Nekik kellett a harcegységek vezetését átvenniük, és az amerikaiakkal vagy britekkel való találkozás esetén az „ellenséggel” szóba elegyedniük.
A katonákat a zsákmányolt amerikai készletekből látták el egyenruhával, felszereléssel és fegyverekkel, amikhez elesett vagy fogságba esett amerikai katonák dögcédulái, illetve hamisított katona- és bevetési könyvek is tartoztak.
Utóbbiakat az SS egy különleges egysége állította elő Alsószászországban, akik még ugyanazt a papírt is használták hozzá, amire az amerikai hadsereg a valódi igazolványokat nyomtatta. Ezeket ejtőernyősök zsákmányolták pár héttel korábbi helyi ellentámadásoknál Hollandiában és Aachennél. A németek szakemberei már korábban is vizsgálták a zsákmányolt amerikai igazolványokat, és minden egyes részletüket nagyító alá vették, hogy később azokat az utolsó részletig papírra lehessen másolni.
Hogy a saját csapataik ne tévesszék össze őket az ellenséggel, az akcióban résztvevők nappal a sisakjuk levételével, éjszaka zseblámpáik piros-kék fényjeleivel tették magukat felismerhetővé számukra.
Később Skorzeny a zsákmányolt eszközökkel ellátott 150. SS páncélosdandár felszerelését rendkívül aggasztónak és katasztrofálisnak nevezte. Az egység a készenléti helyre való felvonuláskor mindössze két Sherman páncélossal rendelkezett, amik közül az egyik útközben motorhiba miatt kiesett, és csak december 26-án tudott újra csatlakozni a csapathoz. Az egyenruhákkal is gondok adódtak. Először amerikai helyett brit uniformisokat kaptak, majd olyanokat, amiket hadifogolytáborokból szereztek, és rájuk volt nyomtatva a hadifoglyok jelzése. A támadás kezdetén a dandár mindössze negyven százaléka volt amerikai eszközökkel felszerelve.

#### Az egység élőereje
- 90 tiszt
- 448 altiszt
- 2138 önkéntes
- Összesen: 2676 fő

#### A csapatok harcfelállása

##### X harccsoport (Willi Hardieck SS-Obersturmbannführer, majd Adrian von Foelkersam SS-Hauptsturmführer irányításával)
- 3 gyalogsági század (Ford teherautók)
- 2 páncélozott gyalogsági oszlop
- 2 páncélelhárító század
- 2 nehéz gránátvető csapat
- 1 helyreállító oszlop
- híradós osztag
- 5 párduc és 5 Stug III-as

##### Y harccsoport (Scherff százados irányításával)
- 3 gyalogsági század (Ford teherautók)
- 2 páncélozott gyalogsági oszlop
- 2 páncélelhárító század
- 2 nehéz gránátvető csapat
- 1 helyreállító oszlop
- híradós osztag
- 5 párduc és 5 Stug III-as

##### Z harccsoport (Wolf alezredes irányításával)
- 3 gyalogsági század (Ford teherautók)
- 2 páncélozott gyalogsági oszlop
- 2 páncélelhárító század
- 2 nehéz gránátvető csapat
- 1 helyreállító oszlop
- híradós osztag
- 5 párduc és 5 Stug III-as

Egyik kötelék sem közelítette meg a névleges harcértékét, és a megfelelő személyi létszám mellett hiányoztak a zsákmányolt nehézfegyverek, de a legfőbb probléma a tankok hiánya volt, amik nélkül egy ilyen hadműveletet nem volt lehetséges végrehajtani. Végül pedig az ellenség páncélozott járművekből a többszörösével rendelkezett, amikkel szemben saját nehézpáncélos vagy legalább páncéltörő fegyverek nélkül nem lehetett semmit sem kezdeni.

#### Felszerelés 1944. december 14-én

##### Járművek (összesen)
- 2 bevethető amerikai Sherman tank és további egy szerelés alatt
- 3 bevethető amerikai M10 Wolverine
- 5 bevethető német Párduc
- 5 bevethető német Stug III
- 4 bevethető német Sd.Kfz. 250/1 féllánctalpas
- 6 bevethető német Sd.Kfz. 251/1 féllánctalpas
- 6 bevethető amerikai M3 féllánctalpas
- 6 bevethető német Sd.Kfz. 234/1s páncélgépkocsi
- 4 bevethető amerikai M8 Greyhound felderítő könnyűpáncélos
- 6 bevethető amerikai M20 felderítő könnyűpáncélos
- 12 német oldalkocsis motorkerékpár
- 1 amerikai oldalkocsis motorkerékpár
- 43 német motorkerékpár
- 20 amerikai motorkerékpár
- 28 amerikai dzsip
- 6 könnyű német civiljármű
- 36 közepes német civiljármű
- 9 nehéz német civiljármű
- 64 könnyű német szállító teherautó
- 56 közepes német szállító teherautó
- 8 közepes amerikai szállító teherautó
- 6 nehéz német szállító teherautó
- 1 nehéz német vontató
- 1 nehéz amerikai vontató

##### Gyalogsági fegyverek (összesen)
- 226 könnyű gépfegyver (ide számítva a német és amerikai gyártmányú géppisztolyokat, illetve fél- és automata fegyvereket)
- 31 nehéz gépfegyver (német és amerikai gyártmányú)
- 24 német 8 cm-es gránátvető
- 24 amerikai 4,2 inches gránátvető
- 5 amerikai 3 inches páncélelhárító ágyú
- 14 amerikai 57 mm-es páncélelhárító ágyú

A 28 beígért Sherman tankból Skorzeny csak kettőt, a 24 M10 Wolverineból csak hármat kapott. Csupán minden harmadik teherautó és második M3 típusú féllánctalpas lett leszállítva. Egyedül az összesen tíz darab M8 Greyhound és M20 felderítő könnyűpáncélost kapták meg teljes számban, azonban hiányzott náluk a hatékony tűzerő, mert mindössze 0.50 calos gépfegyverrel és részben (csak az M8-asok) 3,7 cm-es könnyűágyúval rendelkeztek.
Ami pedig a lőszerellátást és a gyalogsági fegyverekkel való felszerelést illette, a csapatok súlyos hiányban szenvedtek belőlük, amit az amerikai vonalak mögötti portyázások – még ha legtöbbször csak szűkösen is – legalább némiképp enyhíteni tudtak.
Hogy a katonák ellenőrző pontokon történő, hosszas vizsgálat nélküli, akadálytalan áthaladását biztosítsák, a csapatok hamisított áthaladási engedélyeket kaptak, amik majdnem minden
szövetséges hadseregépületbe való belépést, továbbá minden ellenőrzési ponton való áthaladást lehetővé tettek. Olyan jól voltak hamisítva, hogy csak kevés ellenőrnek tűntek fel, akárcsak a katona- és bevetési könyvek esetében.

### Skorzeny páncélosai
Hogy a páncélosok megtépázott sorait legalább valamennyire feltöltsék, tizenkét német G típusú Párducot amerikai M10-es páncélosvadásszá építettek át, oly módon, hogy acéllemezeket hegesztettek az elejükre, oldalaikra, hátuljukra, illetve a tornyukra, hogy az amerikai páncélosvadász sziluettjét imitálják. Azonban a markáns „dobozfelépítmény” változatlan maradt, így sok „Párduc G/ M10 helyettest” – ahogy a félhivatalos elnevezés is mutatja – az amerikai csapatok felismertek. Az átalakított Párducokat a három páncélosszázadban azonos helyre osztották be. A valódi amerikai páncélosokat a páncélosszázadok vezető, parancsnoki harckocsijaiként vetették be, és az amerikai csapatokkal való, baráti találkozás esetén az ő feladatuk volt a kapcsolatfelvétel, ezért a vezérpáncélosok személyzetének minden tagja tudott angolul.
Skorzeny később erősen kritizálta az átépítések hasznát. Úgy vélte az illúzió csak „éjszaka, nagyobb távolságból és még talán akkor is csak fiatal amerikai újoncokkal szemben sikerülhetett”.

## Az 1944. decemberi időjárási helyzet
A hadművelet sikerének egyik feltétele a megfelelő időjárás volt. 1944 decemberében az Ardennek fölött erős alacsony légnyomású zóna helyezkedett el, melynek következménye a helyenkénti heves hóesés és jégeső lett. Az eget vastag felhőréteg borította, ami a szövetséges légierő kötelékeinek bevetését gyakorlatilag lehetetlenné tette. Az időjárásra kevésbé érzékeny német repülőgépek viszont fel tudtak szállni, de közvetlen harcban számban messze alulmaradtak a szövetséges repülőgépekkel szemben. Ez volt az utolsó alkalom, hogy német pilóták uralták a levegőt a csatatér felett, még ha nem is nagyon sokáig.
Mindezek következtében a veszély, ami a német támadókötelékeket a levegőből fenyegette, relatíve alacsony volt. Ám a rossz időnek a Wehrmacht egységeire is voltak negatív következményei: az Ardennek többnyire burkolatlan útjai az esőtől és hótól átnedvesedtek, és az áthaladó járművek sártengerré változtatták azokat, így az azokon való haladás egyre nehezebbé vált. A helyenként állandó talaj menti fagy pedig további veszéllyel járt: nem ritkán előfordult, hogy egyhelyben álló járművek egyszerűen a talajhoz fagytak.
A gyalogosok is mindkét oldalon szenvedtek a barátságtalan időjárási körülményektől. A kabátok magukba szívták a csapadékot, ezért alig melegítettek és nehezebbekké is váltak, ami lassította a katonák előrehaladását. A fegyverek fémrészei egymáshoz fagytak, a hideg átjutott a ruházaton, így gyorsabb elfáradáshoz vezetett, és ehhez jött még a frontvonalon való állandó bevetés is. Katonák százai estek ki mindkét fél részéről az időjárással összefüggő betegségek és gyengeség miatt. A fő ok az üszkösödés volt, mely betegség a lábak hosszabb ideig tartó erős lehűlésével jön létre.

## A front mögötti bevetés
Mivel az Ardenneki offenzíva első napján nem sikerült áttörni az amerikai vonalakat, és a páncélosdandár nem tudott az ellenség hátában működni, így a dandár bevetését 24 órával el kellett halasztani.
December 17-én csak egynéhány dzsip-csapatot küldtek az ellenséges front mögé, hogy az ott uralkodó helyzetet megfigyeljék. Emellett hamis parancsokat és híreket kellett terjeszteniük a német előrenyomulásról, illetve útjelzőtáblákat eltávolítaniuk. A bevetett kilenc csapatból feltehetően hat-nyolc érte el az amerikai hátországot, melyekből kettő fogságba esett. A dandár a bevetésben összesen 25 embert vesztett.
Az elért taktikai sikerek mérsékeltek maradtak: egy amerikai páncélosezredet elveszejtettek és egy gyalogosszázadot téves információkkal visszavonulásra késztettek. Továbbá egy kommandóscsapat lőszerraktárt zsákmányolt, amit részben felrobbantottak.
A rákövetkező napon a 150. SS páncélosdandárt a Malmédy elleni támadásra osztották be. A város a támadás északi szárnyán feküdt, és amerikaiak tartották. December 19-én egy kommandóscsapat behatolt a településre, majd kis idő múlva harcérintkezés nélkül elhagyta azt.

## Hatásai
Az első sikerek után az akcióban részt vevő katonák közül párat fogságba ejtettek, akik a kihallgatásukon azt állították, hogy tényleges feladatuk a Párizsba való eljutás volt, ahol a szövetségesek főparancsnokát, Dwight D. Eisenhowert kellett elrabolniuk vagy megölniük. Az elmélet eredetét az akció előtti szigorú titoktartás miatti feltevések adták, amiket a katonák találtak ki. Azonban még a Griffmadár hadművelet kezdete után is csak maréknyi katona tudott a tényleges támadási célról.
Eisenhowert ezért napokon keresztül megerősítve őrizték a főhadiszállásán, és több ezer katonát különítettek el a német kommandósok keresésére. Alkalmanként még dublőrt is bevetettek Eisenhower frontlátogatásainál. Az elkövetkező hetekben az útzáraknál alkalmazott biztonsági intézkedéseket folyamatosan és drasztikusan szigorították. A dögcédulák és papírok értéktelenné váltak, hiszen nyilvánvaló volt, hogy azokat könnyen lehet hamisítani. Hogy a német kommandósokat lebuktassák, a vizsgált katonáknak a tipikus amerikai társasági életből tettek fel különböző kérdéseket (pl. Melyik baseballcsapat nyerte az 1934-es bajnokságot?, Hogy hívják Mickey Mouse lánytestvérét?, vagy Hány elnöke volt eddig az Egyesült Államoknak?). Ha valaki nem tudott válaszolni egy kérdésre, gyanúba keveredett, hogy német kém, és őrizetbe vették. A gyanúsítottak többnyire valóban amerikai katonák voltak, akik nem voltak hasonló kérdésekre felkészülve. Majdnem 2500 amerikai katonát vettek őrizetbe jogtalanul, mint német katonát, akiket később szabadon engedtek. Csak 13 valóban német katonát sikerült ezeknél az útzáraknál foglyul ejteni. Később közülük ötöt – a csapatvezető Günther Schulz hadnaggyal együtt – szabotázs miatt kivégeztek, mert két nappal korábban megpróbáltak egy amerikaiak által tartott hidat páncélostűzzel használhatatlanná tenni. A kísérlet meghiúsult, és az ütközetben nyolc támadó életét vesztette. A többi elfogott katonát hadifogolytáborba helyezték át.
Mivel a kommandós akció ellenére az Ardenneki offenzíva első napján nem sikerült az áttörés, ezért Skorzeny a hadműveletet kudarcnak ítélte meg.

## Következmények
A hadsereg és a Luftwaffe az utolsó nagy nyugati offenzívában egyaránt nagy veszteségeket szenvedett. A bevetett kötelékek elesettek és sebesültek százait jegyezték fel, számtalan katona került fogságba. Az elveszett fegyverarzenál hiányzott a továbbharcoló egységeknek, és a háború során már nem lehetett többé pótolni azokat. Ez a veszteség hozzájárult a harmadik birodalom gyorsabb bukásához, mert a szövetségeseket három héten belül élőerőben és hadianyagban újra fel tudták tölteni.

## Érdekességek
A hadművelet inspirált olyan regényeket, filmeket, illetve játékokat, amelyek ilyen fiktív német hadműveletekről szólnak, ahol az ellenség egyenruháját magukra öltő Wehrmacht-katonák beszivárognak a frontvonalak mögé, hogy ott szabotázsakciókat hajtsanak végre. Közismert darab Jack Higgins A sas leszállt c. 1975-ös regénye, és ennek John Sturges által rendezett 1976-os azonos című filmadaptációja, ahol egy német különleges alakulat lengyel álruhában Angliába megy elfogni Churchillt. Még korábban 1969-ben készített hasonló témában Enzo G. Castellari egy háborús filmet Sasok London felett címmel, amikor 1940-ben, az angliai csata előestéjén egy német elit osztag angol egyenruhában beszivárog az angol frontvonalak mögé, hogy tönkre tegye azokat a radarállomásokat, amelyek előre jelezhetik a Luftwaffe érkezését.

## Fordítás
Ez a szócikk részben vagy egészben  az   Unternehmen Greif című német Wikipédia-szócikk ezen változatának fordításán alapul.  Az eredeti cikk szerkesztőit annak laptörténete sorolja fel. Ez a jelzés csupán a megfogalmazás eredetét és a szerzői jogokat jelzi, nem szolgál a cikkben szereplő információk forrásmegjelöléseként.